# Ophiomidas
Genre
Ophiomidas est un genre d'ophiures de la famille des Ophiodermatidae.

## Description
René Koehler, dans sa publication de 1904, en fait la description suivante :
- face dorsale du disque couverte de plaques nombreuses, avec des boucliers radiaux distincts ;
- face ventrale garnie de petites plaques ;
- première plaque brachiale latérale élargie transversalement et faisant saillie de chaque côté de la base du bras dans les espaces interradiaux, surtout à la face ventrale du disque ;
- piquants brachiaux disposés le long du bord distal de la plaque brachiale latérale ;
- nombreuses papilles buccales ;
- présence d'une seule écaille tentaculaire de grande taille.

Le genre Ophiomidas est voisin du genre Ophiozona, dont il se distingue par le développement remarquable de la première plaque brachiale ventrale, et par l'écaille tentaculaire, unique et très grosse. 

## Liste des espèces
Selon World Register of Marine Species (27 décembre 2023) :
- Ophiomidas alatum Koehler, 1904 -- Indo-Pacifique abyssal
- Ophiomidas aurum McKnight, 2003 -- Nouvelle-Zélande
- Ophiomidas dubius (Lyman, 1878) -- Golfe du Mexique
- Ophiomidas reductum Koehler, 1904 -- Indo-Pacifique abyssal

## Systématique
Le nom valide complet (avec auteur) de ce taxon est Ophiomidas Koehler, 1904,.

## Publication originale
- René Koehler, « Ophiures de l'expédition du Siboga. Part 1. Ophiures de mer profonde », Ophiures de l'expédition du Siboga..., E.J. Brill,‎ 1904, p. 1-176 (OCLC 6803277, lire en ligne).